# Нантский эдикт
Нантский эдикт (фр. Édit de Nantes) — закон, даровавший французским протестантам-гугенотам вероисповедные права. Издание эдикта завершило тридцатилетний период Религиозных войн во Франции и положило начало столетию относительного межконфессионального мира, известного как «Великий век». Эдикт был составлен по приказанию французского короля Генриха IV Бурбона и утверждён в Нанте (13 апреля 1598 года). Отменён Людовиком XIV в 1685 году.

## Положения
Нантский эдикт состоял из 93 статей и 36 секретных постановлений; последние не были рассмотрены парламентами и не внесены в их протоколы. Изданию его предшествовали бесчисленные жалобы гугенотов и продолжительные переговоры короля с ними. Ни один эдикт XVI века в Западной Европе не предоставлял такой обширной веротерпимости, как Нантский. Впоследствии он дал повод обвинять гугенотов в том, что они образуют государство в государстве.
Нантский эдикт даровал полное равноправие католикам и протестантам. Первая статья эдикта предавала забвению события Религиозных войн и запрещала любое упоминание о них.

I. … воспоминание обо всём, что произошло с той и с другой стороны с начала марта 1585 года до нашего коронования и в течение других предшествующих смут, будет изглажено, как будто ничего не происходило. Ни нашим генеральным прокурорам, ни иным лицам, государственным и частным, не будет дозволено никогда и ни по какому поводу упоминать об этом…
— «Нантский эдикт»
Третья статья эдикта вводила католическое богослужение всюду, где оно было прекращено. Одновременно в тех городах и селах, где гугенотам разрешалось совершать богослужение до 1597 года, было восстановлено это право.

III. Повелеваем, чтобы католическая апостольская римская религия была восстановлена во всех местах нашего королевства… где отправление её было прервано и да исповедуется она мирно и свободно без всяких смут и препятствий.
Чтобы не дать никакого повода к смутам и распрям среди наших подданных, мы позволили и позволяем исповедующим так называемую реформированную религию жить и обитать во всех городах и местах нашего королевства и подчинённых им областях без преследований и принуждений делать что-либо в деле религии противное их совести; их не будут по этому поводу разыскивать в домах и местах, где они пожелают жить…
— «Нантский эдикт»
Католическому духовенству возвращались все его прежние права и имения. Кальвинизм допускался всюду, где был раньше. Все дворяне, занимавшие высшие судебные должности, имели право совершать кальвинистское богослужение и допускать к нему посторонних лиц. В замках простых дворян разрешалось протестантское богослужение, если число протестантов не превышало 30 человек и если замки не находились в местности, где владельцы-католики пользовались правом верховного суда.
Кальвинистское богослужение было воспрещено формально в Париже и некоторых городах, закрытых для него на основании ранее заключенных капитуляций; но протестантам разрешалось там жить. Во всех остальных местах гугеноты могли иметь церкви, колокола, школы, занимать общественные должности. Было воспрещено по религиозным мотивам лишать родственников наследства, нападать на гугенотов и склонять их детей к переходу в католицизм. Все приговоренные к наказанию за религиозные убеждения были помилованы.
Правительство обязалось помогать гугенотам субсидиями на школы и церкви. Кроме того, гугенотам предоставлялся ряд привилегий политического, судебного и военного характера: им дозволялось созывать периодические собрания (консистории, синоды), содержать при дворе депутатов для представления прошений и жалоб через Сюлли, Морнэ и д’Обинье. В Париже была учреждена судебная палата (Chambre de l’Edit) для протестантов Нормандии и Бретани, в Кастре — для Тулузского округа, в Бордо и Гренобле — смешанные палаты (Chambres miparties), для протестантов Прованса и Бургундии.
Изгнанникам дозволялось вернуться на родину. Во власти гугенотов были оставлены на 8 лет 200 крепостей и укрепленных замков, принадлежавших им до 1597 года (places de sûreté — места безопасности); гарнизоны содержались здесь на счёт короля, а начальники были подчинены гугенотам. Главные крепости были: Ла-Рошель, Сомюр и Монтобан. Гугенотской депутации король прямо сказал, что крепости пригодятся им в случае возможной отмены Нантского эдикта его преемниками.
Папа назвал Нантский эдикт нечестивым. Гугеноты требовали ещё большего, толкуя эдикт в смысле расширения его содержания.
Генрих IV с большим тактом убедил парламенты внести эдикт в свои протоколы; только Руанский парламент упорствовал вплоть до 1609 года. Скрепив эдикт большой государственной печатью, Генрих назвал его «вечным и неотменяемым», охранял его от неправильных толкований, иногда ограничивая его или расширяя временно, в особенности по отношению к сроку принадлежавших гугенотам крепостей.

## При Людовике XIII
При воцарении Людовика XIII регентство решило утвердить Нантский эдикт, постановив, что он должен «соблюдаться нерушимо». Хотя Ришельё и отнял у протестантской партии её политическое влияние, но принцип веротерпимости оставался в силе.
В 1629 году в Алесе, после завершения локальной войны с гугенотами, был издан Нимский эдикт, повторявший статьи Нантского эдикта. После смерти Людовика XIII была издана (8 июля 1643 года) декларация, в которой протестантам предоставлялось свободное и неограниченное исповедание их религии и Нантский эдикт утверждался, но уже с оговоркой: «насколько это оказывалось нужным». Людовик XIV заявил в декларации 21 мая 1652 года: «Я желаю, чтобы гугеноты не переставали вполне пользоваться Нантским эдиктом».

## Отмена
Подчинившись поневоле Нантскому эдикту, католическое духовенство при Людовике XIV старалось всеми мерами уничтожить его или парализовать его значение. С 1661 года возобновились религиозные гонения. В 9-й статье Нантского Эдикта разрешено было богослужение в тех местах, где оно совершалось в 1596 и 1597 гг. На этом основании католики стали разрушать в других местах протестантские церкви. 2 апреля 1666 г. Людовик издал декларацию, в которой уничтожался принцип свободы, признанный Нантским Эдиктом. 17 октября 1685 года Людовик XIV подписал в Фонтенбло эдикт об отмене Нантского эдикта. Документ этот был составлен канцлером Летеллье. Король говорит в нём, что Нантский эдикт составлен его предком в пользу гугенотов с намерением присоединить их к лону католической церкви, но так как самая лучшая и самая многочисленная часть подданных перешла в католичество, то Нантский эдикт оказывается лишним.
Приказано было разрушать последние храмы гугенотов и их школы. В VII статье говорилось: «Мы запрещаем допускать что-либо, сколько-нибудь похожее на уступку в пользу реформатской религии». Духовенство осыпало короля похвалами; епископ Боссюэ называл короля новым Константином, новым Карлом Великим. Иннокентий XI в папской грамоте (13 декабря 1685 г.) поздравил Людовика с совершением великого благочестивого дела. Последствия отмены Нантского Эдикта для Франции были печальны: торговля пришла в упадок, протестанты эмигрировали сотнями тысяч — в Лондон (там сразу появилось более 30 кальвинистских церквей), в Швецию, Данию, Россию, Америку, всего более в Голландию, Пфальц, Швейцарию и Пруссию (см. реформаты-беженцы).